# The Gamer
The Gamer (더 게이머 Deo Geimeo?) es un webtoon surcoreano publicado en Naver Webtoon. El webtoon está ligeramente influenciado por el juego de rol de fantasía, Dungeons & Dragons y la serie de cómics de fantasía Discworld, pero ambientada en la Corea del Sur contemporánea. Una vez que el protagonista principal, Han Jihan, nota un cuadro de diálogo frente a él como en un videojuego, reconoce que se ha convertido en un personaje de videojuego , y comienzan a suceder eventos sobrenaturales

## Sinopsis
Han Ji-Han era un estudiante de secundaria normal que desarrolló una habilidad especial que le permitió tratar el mundo que lo rodeaba como un juego llamado 'The Gamer'. Notó que al subir de nivel, podría aumentar sus estadísticas y mejorar su cuerpo y mente, entre otras cosas. El día después de darse cuenta de que también puede aumentar sus estadísticas a través del entrenamiento (estudió para aumentar su Inteligencia), accidentalmente se deslizó en un área de combate para aquellos que tienen un vínculo con El Abismo, el mundo oculto de los de su tipo. Fue testigo de una batalla entre Kwon Si-Yeon y Hwan Seong-Gon, y también se involucró en ella. Fue abordado por Kwon Si-Yeon, quien le preguntó sobre su identidad.
Han Ji-Han comenzó a darse cuenta de que necesitaba entrenar para estar seguro de que estaría a salvo en caso de que se viera atrapado en una pelea nuevamente, por lo que entrena su capacidad de lucha con objetos contundentes (usa un bate de béisbol). En su camino a casa, accidentalmente se desliza hacia otra área de combate, teniendo que luchar para abrirse paso a través de zombis que luego descubre que eran almas acumuladas que Hwan Seong-Gon estaba recolectando. Luego se da cuenta de que necesita hablar con su amigo, Shin Seon-Il. Ji-Han asume que Seon-Il era parte de este mundo debido a que su nivel es mucho más alto que todos los demás a su alrededor, y su suposición resulta correcta cuando Seon-Il lo amenaza, debido a que no sabe que Ji-Han se ha convertido en parte de ese mundo. 
La historia continúa, con Han Ji-Han decidiendo quedarse en el mundo del abismo, poniéndolo en muchas situaciones peligrosas a medida que se vuelve más fuerte para protegerse a sí mismo y a quienes lo rodean. 

## Personajes

### Han Ji-han
Han Ji-han (en hangul, 한지한; romanización revisada, Hanjihan) adquiere la 'Habilidad Gamer '. Esta habilidad le permite evolucionar de la misma manera que lo harían los personajes principales de un videojuego RPG, es decir, con niveles. Sin embargo, descubre un mundo completamente nuevo (El Abismo) que los seres humanos comunes no conocen. El Abismo es muy siniestro y aterrador, comparable a la subcultura de la mafia u otras organizaciones secretas bastante malvadas. 

### Shin Seon-Il
Shin Seon-Il (en hangul, 신선일; romanización revisada, Sinseon-il) es el amigo de la infancia de Han Ji-Han y asiste a la misma escuela secundaria que él. Es el primero en descubrir la nueva 'Habilidad Gamer' de Ji-Han, y también presenta a Ji-Han al clan Cheonnbumoon. Sun-Il era inicialmente un poco más fuerte que Ji-Han en términos de 'niveles'. 

### Kwon Si-Yeon
Kwon Si-Yeon (en hangul, 권시연; romanización revisada, Gwonsiyeon) es una estudiante de secundaria que se transfirió a la clase 8 de segundo año. También es una usuaria de habilidades y proviene del clan Yeonhonmoon, el clan que normalmente se opone pero actualmente está aliado con Cheonbonmoon.

### Hwan Seong-Ah
Hwan Seong-Ah (en hangul, 환성아; romanización revisada, Hwanseong-a) hija de Hwan Seong-Gon y también estudiante transferida en la escuela secundaria de Ji-Han un tiempo después de la transferencia de Si-Yeon. Ella se vuelve cercana a Ji-Han, quien intenta curarla de una extraña enfermedad, con la ayuda de su habilidad curativa recién aprendida.

### Yujin Kim
Yujin Kim, presentada por primera vez como la presidenta de la clase de Han Ji-Han, era una chica humana normal. Después de ser absorbida por la Era del Gran Laberinto (Un Espacio Protegido), Han Ji-Han la ayuda y se entera de El Abismo. A través de la exposición a la habilidad de Han Ji-Han, gana afinidad por la magia y finalmente decide continuar desarrollando sus habilidades como usuaria de magia.

## Traducción al inglés
Cuando Naver Corporation comenzó a hacer que el contenido de su web estuviera disponible a nivel mundial en 2014, muchos webtoons, incluido The Gamer , obtuvieron traducciones oficiales en inglés. Hankook Ilbo señaló a The Gamer como un ejemplo de un webtoon que presenta la cultura coreana a las audiencias de habla inglesa. Junto con Tower of God y Girls of the Wild's, The Gamer se encuentra entre los webtoons traducidos al inglés oficiales más populares a partir de 2018 (junto a Tales of Demons And Gods).